# Pelaw (Metrô de Newcastle)
Pelaw é uma estação do Tyne and Wear Metro, servindo aos subúrbios de Pelaw, Bill Quay e Wardley, em Gateshead, condado metropolitano de Tyne and Wear, Inglaterra. Atende tanto a Linha Amarela (Yellow Line) quanto a Linha Verde (Green Line), tendo juntado-se à rede em 15 de Setembro de 1985.

## História
A estação foi inaugurada pela Brandling Junction Railway em 30 de dezembro de 1839. Tornou-se uma junção em 1850, quando a rota da Newcastle and Darlington Junction Railway, de Darlington via Washington, foi aberta. A estação foi reconstruída ligeiramente a leste em 1857 mas, depois, reconstruída novamente no local original em 1896, após a abertura do ramal para Hebburn, em 1872. Este foi, então, estendido ainda mais, para South Shields, em 1879. 
Os serviços de passageiros na Leamside Line para Durham terminaram em setembro de 1963, embora tenham permanecido abertos para carga até 1991, e para o tráfego mineral até o ponto de carregamento a céu aberto de Wardley alguns anos depois. A ponta restante está fora de uso e os pontos presos e desconectados. Em preparação para o metrô, os serviços de passageiros da British Rail foram desviados para o par de trilhos do norte somente para cargas entre Pelaw e a junção de Park Lane, em Gateshead, e as estações Felling e Pelaw fecharam em 5 de novembro de 1979, sendo substituídas por uma nova estação em Heworth Interchange. Os trens continuaram a circular pela plataforma abandonada em Pelaw por um curto período antes que a junção fosse remodelada, após o que foi demolida para dar lugar aos trilhos do metrô.
A estação antiga de Pelaw não foi inicialmente substituída mas, após a conclusão das novas habitações nas proximidades, uma nova foi construída no mesmo local, com inauguração em setembro de 1985, um ano e meio após a abertura da linha de South Shields. Ela tornou-se, então, o término da Linha Amarela (de St James) e da hoje descontinuada Linha Vermelha (de Benton). Os trens que encerravam ali continuaram a reverter nos desvios a leste da estação. Quando a extensão de Sunderland foi aberta, Pelaw deixou de ser terminal, exceto nos picos da manhã e da noite. Uma junção com separação de nível (usando parcialmente o viaduto ferroviário existente para trens com destino a South Shields) permite que os serviços de metrô se juntem à Durham Coast Line, uma linha de aproximadamente 39,5 milhas (63,6 km) entre Newcastle e Middlesbrough, sem entrar em conflito com os trens da linha principal.

## Instalações
Em 2006, a estação foi reconstruída com uma nova bilheteria e uma nova área de espera coberta mais adequada à sua posição como estação de transferência entre as filiais de Sunderland e South Shields.

## Serviços
A partir de abril de 2021, a estação passou a ser servida por até dez trens por hora durante a semana e aos sábados, e até oito trens por hora durante a noite e aos domingos. Serviços adicionais operam entre Pelaw e Benton, Monkseaton, Regent Center ou South Gosforth nos horários de pico.
A estação é atendida pela  Linha Verde (Green Line) , que opera entre South Hylton e Newcastle Airport, e pela  Linha Amarela (Yellow Line) , que opera entre South Shields e St. James. 
Material rodante utilizado: Class 994 Metrocar

Mapa geograficamente preciso do Tyne and Wear Metro (Green Line e Yellow Line)

|  |  |  |

| Zona C |
| Zona B |

|  |  |  |

|  |  |  |

|  |  |  |

|  |  |  |

|  |  |  |

|  |  |  |

|  |  |  |  |  |

| Zona B |
| Zona A |

|  |  |

|  |  |  |  |

|  |  |  |  |

|  |  |  |  |

|  |  |  |  |

|  |  |  |  |

| via North Shields |
| St James          |

|  |  |  |  |

|  |  |  |

|  |  |  |  |

|  |  |  |  |

| Zona A |
| Zona B |

|  |  |  |  |

|  |  |  |  |

|  |  |

|  |  |  |  |  |

|  |  |  |

|  |  |  |

|  |  |  |

| Zona B |
| Zona C |

|  |  |  |

|  |  |  |

|  |  |  |

|  |  |  |

|  |  |  |

|  |  |  |

|  |  |  |

|  |  |  |

|  |  |  |

|  |  |  |

|  |  |

|  |

|  |

|  |

|  |

|  |

|  |

|  |

|  |  |  |

| Zona C |
| Zona B |

|  |  |  |

|  |  |  |

|  |  |  |

|  |  |  |

|  |  |  |

|  |  |  |

|  |  |  |  |  |

| Zona B |
| Zona A |

|  |  |

|  |  |  |  |

|  |  |  |  |

|  |  |  |  |

|  |  |  |  |

|  |  |  |  |

| via North Shields |
| St James          |

|  |  |  |  |

|  |  |  |

|  |  |  |  |

|  |  |  |  |

| Zona A |
| Zona B |

|  |  |  |  |

|  |  |  |  |

|  |  |

|  |  |  |  |  |

|  |  |  |

|  |  |  |

|  |  |  |

| Zona B |
| Zona C |

|  |  |  |

|  |  |  |

|  |  |  |

|  |  |  |

|  |  |  |

|  |  |  |

|  |  |  |

|  |  |  |

|  |  |  |

|  |  |  |

|  |  |

|  |

|  |

|  |

|  |

|  |

|  |

|  |

|  |  |  |  |  |  |  |

|  |  |  |  |  |  |

| Zona C |
| Zona B |

|  |  |  |  |  |  |

|  |  |  |  |  |  |

|  |  |  |  |

|  |  |  |  |

| Zona C |
| Zona B |

|  |  |  |  |

|  |  |  |  |

|  |  |  |  |

| Zona B |
| Zona A |

|  |  |  |  |  |  |  |

|  |  |  |  |  |

| Zona B |
| Zona A |

|  |  |  |  |  |

|  |  |  |  |  |

|  |  |  |  |  |

|  |  |  |  |  |

|  |  |  |  |  |  |  |

|  |  |  |  |  |  |

|  |  |  |

|  |  |  |

| Zona A |
| Zona B |

|  |  |  |

|  |  |  |

|  |  |  |  |  |

|  |  |  |  |

|  |  |

|  |  |

| Zona B |
| Zona C |

|  |  |

|  |  |

|  |  |

|  |  |

|  |  |

|  |  |

|  |

|  |

|  |

|  |

|  |

|  |

|  |

|  |

|  |  |  |  |  |  |  |

|  |  |  |  |  |  |

| Zona C |
| Zona B |

|  |  |  |  |  |  |

|  |  |  |  |  |  |

|  |  |  |  |

|  |  |  |  |

| Zona C |
| Zona B |

|  |  |  |  |

|  |  |  |  |

|  |  |  |  |

| Zona B |
| Zona A |

|  |  |  |  |  |  |  |

|  |  |  |  |  |

| Zona B |
| Zona A |

|  |  |  |  |  |

|  |  |  |  |  |

|  |  |  |  |  |

|  |  |  |  |  |

|  |  |  |  |  |  |  |

|  |  |  |  |  |  |

|  |  |  |

|  |  |  |

| Zona A |
| Zona B |

|  |  |  |

|  |  |  |

|  |  |  |  |  |

|  |  |  |  |

|  |  |

|  |  |

| Zona B |
| Zona C |

|  |  |

|  |  |

|  |  |

|  |  |

|  |  |

|  |  |

|  |

|  |

|  |

|  |

|  |

|  |

|  |

|  |